# Guadalupe, Costa Rica
Guadalupe är en ort i Costa Rica.   Den ligger i kantonen Cantón de Goicoechea och provinsen San José, i den centrala delen av landet, i huvudstaden San José. Guadalupe ligger 1 184 meter över havet och antalet invånare är 26 005.
Terrängen runt Guadalupe är kuperad österut, men västerut är den platt. Runt Guadalupe är det mycket tätbefolkat, med 1 313 invånare per kvadratkilometer. Närmaste större samhälle är San José, 3,3 km sydväst om Guadalupe. Runt Guadalupe är det i huvudsak tätbebyggt.